# Frechinia helianthialis
Frechinia helianthialis là một loài bướm đêm trong họ Crambidae.